# Xi Wangmu

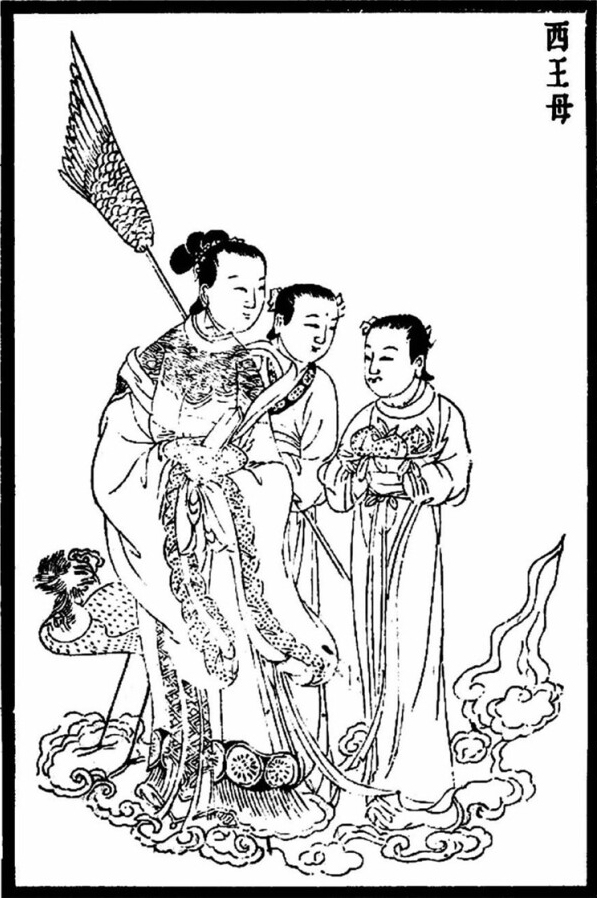
Xi Wangmu

A Rainha Mãe do Ocidente (chinês: 西王母, pinyin: Xī Wáng Mŭ, Wade–Giles: Hsi Wang Mu; japonês: Seiōbo; hangul: 서왕모), é uma antiga deusa chinesa, também conhecida no Japão e na Coreia. Sua origem pode ser rastreada até inscrições em osso oráculo do século XV a.C. registram sacrifícios para uma "mãe ocidental". (Cahill, 1993) Mesmo que essas inscrições ilustrem que ela antecede o taoismo organizado, ela é mais frequentemente associada com taoismo. De seu nome, apenas algumas de suas características mais importantes são reveladas: ela é real, do sexo feminino e está associada com o Ocidente. (Benard, 2000) A crescente popularidade da Rainha Mãe do Ocidente, bem como as crenças que ela era a distribuidora da prosperidade, longevidade e bem-aventurança eterna teve lugar durante o século II a.C., quando as partes norte e oeste da China, foram mais conhecidas devido à abertura das Rotas da Seda. (Mair, 2006)
Seu título oficial no taoismo é Yaochi Jinmu (瑶池 金 母), ou a Mãe de Ouro do Lago Luminoso. Biógrafos históricos (dinastia Tang) deram-lhe o nome de Chin Mu Yüan Chun, a Governante Primordial, Mãe de Metal (Ouro); Mãe de Metal (Ouro) da Montanha Tortoise, Ela dos Nove Numes, a Grande Maravilhosa, a Maravilha do Aperfeiçoamento da Florescência Ocidental, e a Última Digna da Caverna Yin. Plebeus e poetas da dinastia Tang se referiam a ela de forma mais simples, como a Rainha Mãe, Mãe Divina, ou pela antiga expressão familiar para "mãe" ou "babá", Amah. Nos tempos modernos, ela é muitas vezes chamado Wangmu Niángniang (王母娘娘).

## Informações adicionais
- Zeisler, Bettina (2010). “East of the Moon and West of the Sun? Approaches to a Land with Many Names, North of Northern India and South of Khotan.” Em: The Earth Ox Papers. Special Issue. The Tibet Journal, Outono de 2009 vol XXXIV n. 3-Verão de 2010 vol. SSSV n. 2. Editado por Roberto Vitali. Library of Tibetan Works and Archives, Dharamsala, H.P., India. pp. 371–463.